# Coradion
Coradion és un gènere de peixos tropicals de la família Chaetodontidae.

## Taxonomia
- Coradion altivelis (McCulloch, 1916)
- Coradion chrysozonus (Cuvier, 1831)